# 三輪彰
三輪 彰（みわ あきら、1923年5月19日 - ）は、日本の映画監督、脚本家である。

## 人物・来歴
1923年（大正12年）5月19日、現在の東京都杉並区に生まれる。
法政大学経済学部在学中に、学徒出陣により兵役に赴き、中国で第二次世界大戦の敗戦をむかえる。
大陸から復員後、1947年（昭和22年）5月に新東宝演出部に入社した。1953年（昭和28年）3月5日に公開された内山義重の「エイトプロ」製作の五所平之助監督の『煙突の見える場所』ではチーフ助監督を務めている。1955年（昭和30年）6月19日、新東宝で内田吐夢監督の『たそがれ酒場』の助監督につき、1957年（昭和32年）『肉体女優殺し 五人の犯罪者』以来、 石井輝男監督のチーフ助監督をつとめた。
1958年（昭和33年）4月28日、『スーパージャイアンツ 宇宙怪人出現』の脚本を執筆し、監督デビューする。1961年（昭和36年）4月12日、『胎動期 私たちは天使じゃない』をもって新東宝を去る。1963年（昭和38年）5月21日公開のピンク映画『熱いうめき』をもって、湯浅浪男の「第七グループ」の第一回作品の監督となる。三輪は日本で5人目のピンク映画監督となった。
1964年（昭和39年）7月24日に放映を開始した、新東宝の後身、国際放映のテレビ映画『しゃあけえ大ちゃん』（ - 1965年1月22日）でテレビ映画の監督に進出、宝塚映画での『プロファイター』（1969年1月5日 - 3月30日）、『マキちゃん日記』（1969年10月7日 - 1970年10月11日）の監督も行った。
テレビ映画『天皇の世紀』 （1971年10月23日） の第8回以降、教育映画に移行し、よく知るところとなる作品は残していない。妻は「石井輝男プロダクション」の会計事務をつとめ、娘は、ハリウッド映画でメイクアップ・アーティストとして活躍するAKOである。

## おもなフィルモグラフィ
監督昇進以降は、特筆以外は監督作である。

### 助監督
- 煙突の見える場所 （監督五所平之助、エイトプロ、1953年3月5日）
- たそがれ酒場 （監督内田吐夢、新東宝、1955年6月19日）
- ノイローゼ兄さんガッチリ娘 （監督倉田文人、新東宝、1956年4月18日）
- 桂小五郎と近藤勇 龍虎の決戦 （監督並木鏡太郎、新東宝、1957年1月3日）
- 肉体女優殺し 五人の犯罪者 （監督石井輝男、1957年） - 兼脚本
- リングの王者 栄光の世界 （監督石井輝男、新東宝、1957年4月10日）
- 鋼鉄の巨人 （監督石井輝男、新東宝、1957年7月30日）
- 続鋼鉄の巨人 （監督石井輝男、新東宝、1957年8月13日）
- 五人の犯罪者 （監督石井輝男、新東宝、1957年11月10日） - 兼脚本

### 劇場用映画
- スーパージャイアンツ 宇宙怪人出現 （新東宝、1958年4月28日） - 兼脚本
- 殺人犯七つの顔 （新東宝、1959年1月9日） - 兼脚本
- 続・殺人犯七つの顔 解決篇 （新東宝、1959年2月11日） - 兼脚本
- 闘争の広場 （新東宝、1959年6月19日） - 兼脚本
- 海豹の王 （新東宝、1959年12月1日）
- O線の女狼群 （新東宝、1960年1月13日） - 兼脚本
- 女体渦巻島 （監督石井輝男、新東宝、1960年2月27日） - 助監督
- 男が血を見たとき （新東宝、1960年4月9日）
- 恋愛ズバリ講座 第一話 吝嗇 （新東宝、1961年1月21日）
- 胎動期 私たちは天使じゃない （新東宝、1961年4月12日）
- 熱いうめき （第七グループ、1963年5月21日） - 第七グループ第一回作品
- 成熟への階段 （第七グループ、1963年11月）
- 濡れた手 （新東宝映画、1964年5月）

### テレビ映画
- しゃあけえ大ちゃん （テレビ映画、1964年7月24日 - 1965年1月22日）
- 夜の配当 （テレビ映画、1965年09月4日 - 09月25日）
- 君の名は （テレビ映画、1966年5月23日 - 1967年1月28日）
- 泥棒育ちドロボーイ （テレビ映画、1968年10月3日 - 12月26日）
- プロファイター （テレビ映画、1969年1月5日 - 3月30日）
- 海は燃えていた （テレビ映画、1969年9月29日 - 1970年1月2日）
- マキちゃん日記 （テレビ映画、1969年10月7日 - 1970年10月11日）
- 夫よ男よ強くなれ 『あなたも蒸発するの!!』 （テレビ映画、第25回、1970年3月19日）
- 天皇の世紀 （テレビ映画、第8話、1971年10月23日）